# 헐 대학교
헐 대학교(University of Hull)는 잉글랜드 중앙지방행정청 측에서 세운 영국의 공립 대학교이다. 1927년 첫 개교되어 현재에 이르고 있다.
학생은 15000명이다.